# Elesmoides malagasy
Elesmoides malagasy är en fjärilsart som beskrevs av Pierre E.L. Viette 1964. Elesmoides malagasy ingår i släktet Elesmoides och familjen trågspinnare. Inga underarter finns listade i Catalogue of Life.